# Leucophenga buxtoni
Leucophenga buxtoni är en tvåvingeart som beskrevs av Oswald Duda 1935. Leucophenga buxtoni ingår i släktet Leucophenga och familjen daggflugor. Inga underarter finns listade i Catalogue of Life.